# Аквариум, или Одиночество шпиона
«Аквариум, или Одиночество шпиона», «Аквариум» — фильм совместного производства кинематографистов Германии, Польши и Украины. Фильм создан по мотивам автобиографического романа «Аквариум» Виктора Суворова, бывшего советского разведчика, бежавшего на Запад. Премьерный показ состоялся в 1996 году.

## Сюжет
Командир танковой роты Виктор Суворов на военных учениях проявляет смелость и находчивость, тем самым привлекает к себе внимание полковника Кравцова, который тайно подыскивает толкового офицера в свой разведотдел. У Суворова круто меняется карьера: из танкистов он переходит на службу в военную разведку. Полковник постепенно продвигает способного офицера по служебной лестнице.
В конце концов Суворов попадает в «Аквариум», так на жаргоне военных разведчиков именуется главное здание ГРУ. Успешно закончив Военно-дипломатическую академию, Суворов начинает работать в резидентуре военной разведки в Вене под дипломатической «крышей».
Вначале он работает в качестве ассистента у более успешных и опытных разведчиков, но затем Суворов придумывает проект «Альпийский туризм»: в Альпийских горах выкупается гостиница, куда заселяют офицеров НАТО, прибывших сюда на отдых. Суворов и другие разведчики проводят тут несколько успешных вербовок среди натовцев.
Вернувшись в Вену, Суворов становится невольным участником в сломе карьеры и жизни своего друга, тоже разведчика ГРУ, которого под охраной отправляют в Москву на так называемый «конвейер» (так на сленге разведчиков именовалась жёсткая процедура допросов попавших под подозрение офицеров разведки). Суворов понимает, что такая судьба, возможно, ждёт его самого, и начинает задумываться о побеге.

## В ролях
| Актёр                           | Роль                                                                   |
| ------------------------------- | ---------------------------------------------------------------------- |
| Юрий Оленников (Смольский)      | Виктор Суворов                                                         |
| Януш Гайос                      | полковник Кравцов                                                      |
| Лариса Гузеева                  | жена Гены Валя                                                         |
| Евгений Паперный                | экзаменатор ГРУ                                                        |
| Витольд Пыркош                  | начальник резидентуры «Навигатор»                                      |
| Хенрик Биста                    | завербованый Суворовым владелец компании                               |
| Борис Литвин                    | начальник ГРУ, генерал-полковник Кир Гавриилович Ломазенко             |
| Владимир (Влодзимеж) Абрамушкин | эксперт                                                                |
| Светлана Мельникова             | Таня                                                                   |
| Игорь Черницкий                 | работник Московского ракетного цеха, завербованный Суворовым «Очкарик» |
| Вячеслав Сланко                 | полковник ГРУ                                                          |
| Александр Хохлов                | советский консул                                                       |
| Адам Мусял                      | агент ГРУ                                                              |
| Яков Примаков                   | подполковник                                                           |
| Анатолий Юрченко                | полковник — наблюдатель                                                |

## Съёмочная группа
- Энтони Краузе — режиссёр
- Виктор Суворов, Энтони Краузе, Ян Пуржицкий — сценаристы
- Томаш Тарасин — оператор
- Анджей Рафаль Вальтенбергер — художник
- Ева Смол — монтаж

## Премьера в России
Впервые фильм в России был показан на телеканале Ren-TV в ноябре 2001 года. Роли дублировал Александр Белявский.

## Критика
Полковник ГРУ в отставке Александр Кадетов в интервью ИТАР-ТАСС сказал:

Не выдерживают критики отношения между разведчиками, атмосфера в ГРУ и, конечно, сцена сожжения предателя в котельной «Аквариума»